# Mongoliets herrlandslag i fotboll
Mongoliets herrlandslag i fotboll representerar Mongoliet i fotboll. Första matchen spelades mot Nordvietnam den 3 oktober 1960, då man förlorade med 1-3.

## Historik
Mongoliets fotbollsförbund bildades 1959 och är medlem av Fifa och AFC. Mongoliet ligger för närvarande på 187:e plats av 210 på FIFAs världsranking (2025-04-03).

## VM
- 1930 till 1998: deltog ej
- 2002: Utslagen i första kvalomgången; kom sist i en fyralagsgrupp bestående av Saudiarabien, Vietnam och Bangladesh. Enda poängen kom i bortamatchen mot Bangladesh som slutade 2-2.
- 2006: Utslagen i första kvalomgången efter två förluster med sammanlagt 0-13 mot Maldiverna.
- 2010: Utslagen i första kvalomgången efter två förluster med sammanlagt 2-9 mot Nordkorea.
- 2014: Utslagen i första kvalomgången efter dubbelmöte mot Myanmar där hemmamatchen vanns med 1-0 men bortamatchen förlorades med 0-2.
- 2018: Utslagen i första kvalomgången efter två förluster med sammanlagt 1-5 mot Östtimor. Mongoliet tilldömdes senare segern med 3-0 i båda matcherna, sedan Östtimor hade använt ett antal obehöriga spelare. Kvalet var vid det laget emellertid så långt gånget, så Mongoliet blev aldrig återinsatt för spel.
- 2022: Avancemang från första kvalomgången efter dubbelmöte mot Brunei, där man vann hemmamatchen med 2-0 och förlorade bortamatchen 1-2. Utslaget i andra kvalomgången när man kom 4:a i en femlagsgrupp bestående av Japan, Tadzjikistan, Kirgizistan och Myanmar. I detta gruppspel spelade man ihop 6 poäng via hemmaseger mot Myanmar med 1-0 och bortaseger mot Kirgizistan med 1-0.